# Ronald Barazon
Ronald Barazon (* 21. Februar 1944 in Tel Aviv, Israel) ist ein österreichischer Journalist und war von 1995 bis 2006 Chefredakteur der Salzburger Nachrichten.

## Leben
Ronald Barazon ist ein Sohn des 1938 aus Österreich geflohenen Rechtsanwalts Heinz Barazon und der Renate Tepper, die Familie kehrte 1948 nach Wien zurück. Barazon besuchte das Französische Lyzeum in Wien, an dem er 1961 das Baccalauréat absolvierte.
Von 1961 bis 1977 war er Pressereferent bei den Wiener Symphonikern. Von 1965 bis 1995 arbeitete er als Redakteur bei den Salzburger Nachrichten, von 1995 bis 2006 als deren Chefredakteur. Außerdem war er ab 1972 Chefredakteur der Fachzeitschrift „Der Österreichische Volkswirt“, die 1998 eingestellt wurde. Von 1997 bis 2000 moderierte er die ORF-Diskussionssendung Zur Sache sowie deren Nachfolgesendung Offen gesagt.
Mitte 2006 gab Barazon den Chefredakteursposten bei den Salzburger Nachrichten auf; sein Nachfolger wurde am 1. Juli 2006 Manfred Perterer. Seit 27. März 2008 moderierte Barazon außerdem die TW1-Sendung Bei Barazon – Der Wirtschaftstalk, die laut ORF „das wöchentliche Wirtschaftsforum für unternehmerisch denkende Menschen“ ist.
Später wurde Barazon Herausgeber des Internet-Magazins Der Volkswirt.

## Auszeichnungen
Ronald Barazon erhielt mehrere Auszeichnungen:
- Karl-Renner-Preis
- Kudlich-Preis
- Haas-Preis
- Barthold-Stürgkh-Preis 1981
- Ehrenzeichen des Landes Salzburg

## Schriften
- Kampf dem Kapitalismus. Ecowin Verlag. Salzburg 2006 – ISBN 3-902404-30-2.